# 菲利波·因扎吉
菲利普·恩沙基（義大利語：Filippo Inzaghi，1973年8月9日—），昵稱皮波（Pippo），是意大利前足球运动員，世界足壇最佳意大利巨星之一，司職前鋒，现为足球主教练。他曾经先后效力过意甲豪门球会尤文图斯与AC米兰，从AC米兰退役后，恩沙基先后担任过AC米兰青年队及成年队的教练。曾為威尼斯教練，2016-17賽季率隊升上意乙。其胞弟西蒙尼·因扎吉也是一位足球运动员兼教練。

## 俱樂部生涯

### 早期生涯（1991年－1997年）
因扎吉在其家鄉球會皮亞琴察开始其職業生涯，早年曾效力一系列乙、丙組球會，包括莱菲和維羅納。在这之后，他进入了意甲的帕爾馬，但没有获得太多的机会。1996-97賽季他加盟了亚特兰大。在亚特兰大队效力期间，因扎吉成为了意甲的最佳射手，并獲得最佳新人奖，引起了尤文图斯等豪门的注意。

### 尤文图斯（1997年－2001年）
1997年，因扎吉轉會意甲強隊尤文图斯，與施丹及迪比亞路組成攻擊鐵三角，其中恩沙基與迪比亞路的雙前鋒組合，更被譽為當時歐洲最令人聞風喪膽的前鋒組合。
在1997年意大利超级杯的比赛中，因扎吉打入两球帮助尤文图斯以3比0战胜维琴察，贏得他在尤文图斯的第一个奖杯。1997-98赛季意甲联赛中，尤文图斯在因扎吉等球员的出色发挥下，夺得了冠軍。尤文图斯同時闖入1997-98赛季的決賽，僅敗給西班牙超級球會皇家馬德里。
1998-99赛季，尤文图斯表现不佳，只好通过托托杯来赢取欧洲联盟杯的资格。在托托杯上，因扎吉表现出色，打入7球，帮助尤文图斯获得联盟杯的参赛资格。
在尤文图斯，因扎吉與球隊中金童皮耶罗和球王級巨星齐达内組成攻擊鐵三角，在意甲聯賽呼風喚雨。然而表現出色的因扎吉卻始終無法得到尤文图斯高層的賞識，其後又重傷復出的皮耶罗产生矛盾，甚至還遭到新来的的排擠。

### AC米兰（2001年－2012年）
2001年的夏天，因扎吉轉投意甲豪門AC米蘭，成为的锋线搭档。在第一个赛季裡，因扎吉尽管经历过一次重伤，休息了4个月，但仍然打入了16个球。
2002-03赛季是因扎吉在AC米兰表现最为出色的一个赛季。在这个赛季里，因扎吉不仅打入了自己职业生涯的第200个进球，还帮助AC米兰赢得了欧洲冠军联赛的冠军和意大利杯。在意甲联赛里，因扎吉打入17球。在欧洲冠军联赛里，因扎吉一共为AC米兰打入了12个球（包括资格赛的两个入球）。在欧冠决赛中，AC米兰通过互罚点球以3比2战胜尤文图斯，贏得的冠军。在意大利杯决赛第二回合中，因扎吉打进一球，帮助AC米兰夺得冠军。同年，AC米兰在摩纳哥的路易二世球场以1比0战胜了波尔图，赢得了欧洲超级杯。
在2003-04赛季里，AC米蘭贏得意甲聯賽冠軍和意大利超级杯。在这个赛季里由于重伤病導致状态不佳，因扎吉的主力位置受到了托马森的挑战。到了赛季结束，因扎吉只为AC米兰打入了7个球。
2004-05赛季是因扎吉职业生涯的低谷。由于伤病等原因，因扎吉出场次数不多，只为AC米兰打入了1个球。尽管这样，AC米兰还是给了伤病中的因扎吉一份到2009年的合约。在2004-05赛季欧冠决赛中，因扎吉甚至沒有被登錄，只能眼睜睜看著AC米兰在以3比0领先的大好局面下被利物浦扳平，在互罚点球中以2比3失利。
在2005-06赛季里，因扎吉摆脱了伤病的困扰，恢复了良好的状态。2005年10月16日，在卡利亚里和AC米兰的比赛中，因扎吉替补登场。这是他因为伤病缺席5个月后的首次出场。2005年10月23日，在因扎吉参加的第二场联赛的比赛里，他就打入了制胜一球，帮助AC米兰以2比1战胜巴勒莫。2006年2月12日，在AC米兰和雷吉纳的意甲比赛里，因扎吉上演帽子戏法，帮助AC米兰以4比1战胜对手。在这个赛季里，因扎吉重整旗鼓，一扫前两个赛季的低迷，为AC米兰打入了17个球，其中在联赛里打入12个。凭借在AC米兰的出色发挥，因扎吉入选了意大利国家队参加2006年世界杯的名单。

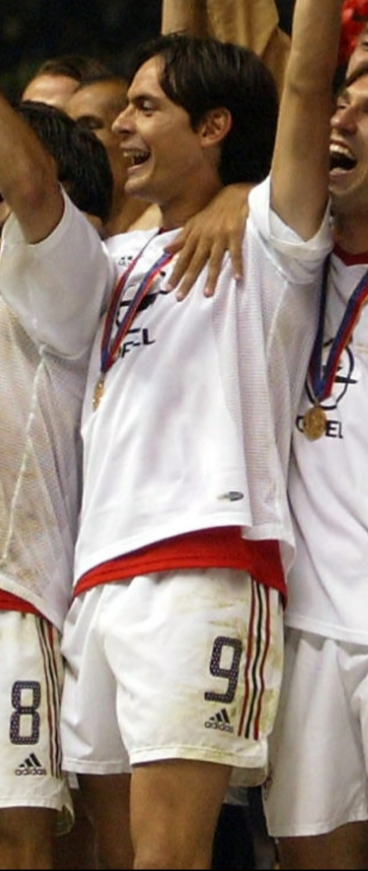
菲利普·恩沙基（2003年）

在2006-07赛季里，因扎吉因傷病困擾尽管只在联赛里打入2球，但在欧洲冠军联赛里，他依然表现出色。特别是在2006-07赛季欧冠決賽中，因扎吉一人独中兩球，帮助AC米兰以2比1擊敗利物浦，協助AC米蘭第七次奪得冠軍，替AC米兰报了两年前落败之仇。2007年8月31日，在摩納哥路易二世球場舉行的歐洲超級杯賽上，因扎吉於下半時10分鐘時頂入一粒頭球扳平比分，隨後AC米蘭以3比1逆轉塞維利亞，第5次奪得歐洲超級杯。他也成為歷史上第一個完成了在、聯盟杯、優勝者杯、托托杯和超級杯這5項歐洲俱樂部級別的所有賽事中都有入球的大滿貫之人。
在2007-08赛季里，因扎吉的表现引人注目。2007年12月5日，在歐洲冠軍聯賽的小組賽中，AC米兰主场以1比0小胜凯尔特人，因扎吉下半时攻入唯一进球，以63球打破了穆勒保持的欧战入球纪录。在日本举行的决赛中，因扎吉打入2球，帮助AC米兰以4比2完胜博卡青年夺冠，报了4年前落败之仇。在意甲賽場上，年近35歲的因扎吉由于伤病等原因，比赛并不多。尽管如此，2008年的夏天，因扎吉仍然在联赛的第32轮到第36轮的五场比赛中上演了场场入球一共打入9球的好戏。最后在联赛结束的时候因扎吉一共打入了11个球，其中最后7轮打入了10个球，但还是没能入选了意大利队参加的名单。
在2008-09赛季里，因扎吉继续延续自己的良好状态。2009年3月8日，因扎吉在意甲联赛第27轮对亚特兰大的比赛中上演其职业生涯的第17次帽子戏法，帮助AC米兰以3比0战胜对手。2009年3月15日，因扎吉在意甲联赛第28轮对锡耶纳的比赛中打入两球，这是他职业生涯第300个入球。值得一提的是，1992年12月20日，在莱菲队与锡耶纳的丙一级联赛里，19岁的因扎吉替补出战实现破門，这是因扎吉职业生涯的第一个入球。2009年4月19日，在AC米兰和杜里諾的比赛里，因扎吉再次上演帽子戏法，帮助AC米兰以5比1战胜对手。
在2009-10赛季里，36岁的因扎吉因年齡的關係在和AC米兰的其他两位中锋博列洛和亨特拉尔的竞争中处于下风，在这个赛季里主要作为替补。联赛出场24次,其中首发4次，替补20次，出场时间只有736分钟，仅打进2球。在2009年9月15日AC米兰和马赛的欧冠比赛里，因扎吉打进了2球，帮助AC米兰以2比1战胜了马赛队。这是他在这个赛季的欧冠比赛中仅有的两个进球。
在2010-11赛季里，博列洛和亨特拉尔离开了AC米兰，与此同时AC米兰只引进了一个中锋伊布拉莫维奇，因扎吉的重要性和出场时间有所增加。在2010年11月3日AC米兰与皇家马德里的欧冠比赛中，因扎吉替补罗纳尔迪尼奥出场，打进两球，帮助AC米兰以2比1反超比分，而在比赛的最后一刻，皇家马德里的替补球员佩德罗·莱昂打进一球，最终的比分为2比2。凭借着这两个进球，因扎吉的欧战进球达到70个，超越了劳尔和穆勒，成为在欧战中进球最多的球员。同时，他以37岁85天的年龄打破了国际米兰的萨内蒂在2010年10月20日创造的37岁71天的欧冠进球年龄纪录，成为了冠军联赛中进球的年龄最大的球员。
2011-2012赛季，因扎吉在AC米兰出场机会寥寥。2012年5月12日，因扎吉发表公开信，宣布将于赛季后结束在AC米兰的生涯。
2012年5月13日，在2011-2012赛季意甲联赛的最后一轮（38轮）对阵诺瓦拉的比赛中，因扎吉于第67分钟替换卡萨诺登场，第300次、也是最后一次代表AC米兰在正式比赛中出场。第82分钟，因扎吉接到西多夫的过顶传球，反越位胸部停球，在禁区右侧距门7米处右脚小角度凌空勾射入近角，为AC米兰将比分反超为2:1，此进球是因扎吉在AC米兰也是其职业生涯中完成的最后一个正式比赛进球。
2012年7月中旬AC米兰俱乐部宣布因扎吉正式退役并担任俱乐部17岁以下青年队的教练员。

## 國家隊生涯
因扎吉早在1997年已为國家隊出戰，參加了1998年世界盃、2002年世界盃和2006年世界盃，也參加了、的预选赛和的预选赛。
1998年世界杯上，当时意大利队中锋线上人才济济，有皮耶罗、维埃里和巴乔，所以因扎吉只有50分钟的出场时间。在这届杯赛中，因扎吉没有入球，只有给巴乔的一次助攻。
預選賽上，因扎吉為意大利貢獻了3粒入球，和福塞、维埃里并列为意大利的預選賽的头号射手。在欧洲杯正赛中，因扎吉打入两球，和托蒂同为意大利队中的头号射手。而意大利队离冠军仅一步之遥，只是決賽時在幾乎全場領先的情況下讓法國队在最後時刻扳平比分，並輸掉了加時賽，最終屈居亞軍，恩沙基在決賽中名列後備，並未獲派上陣。
2002年世界盃预选赛上，因扎吉在6场比赛里打入7个球，是意大利队中預選賽的头号射手。但在世界杯正赛中，意大利主帅特拉帕托尼在锋线上排出了托蒂和维埃里的组合，因扎吉不被重用，只有两场66分钟的出场时间。因扎吉在意大利对克罗地亚的比赛曾经打入两个球，可惜都被裁判判作无效。结果意大利在1/8决赛中负于韩国，止步16强。
預選賽上，因扎吉打入6个球，是意大利队中預選賽的头号射手。因扎吉在欧洲杯之前受伤，尽管可以在欧洲杯开始之前恢复正常，但當時的主教練特拉帕托尼还是把他擋在了欧洲杯的門外，结果意大利沒能在小組賽出線。
2006年世界盃上，意大利队拥有当年欧洲金靴奖得主托尼，还有托蒂、吉拉迪诺和皮耶罗等前锋，33岁的因扎吉只能作为替补出战。因扎吉在小組賽第三輪中對捷克的比賽中替补出场，并打入一個單刀球，这是他在世界杯上的第一个入球。意大利也克服重重困难，夺得了它歷史上第4個世界盃冠軍。
预选赛上，因扎吉打入了3球，但意大利主帅多纳多尼没有选择因扎吉，将其挡在欧洲杯门外。
截至2007年9月8日，因扎吉在國家隊已出场57次取得25個入球，追平名宿阿爾托貝利，在歷史射手榜上排名第6。

## 技術特點
因扎吉的技術，歸結起來就是“跑位”和“搶點”。他總是和對方的後衛站在同一條水平線上，他的進球大多都是在觸球後極短時間內完成，並不會花時間盤球和對方的後衛應對，在己方中場球員傳球的一瞬間，先于對方後衛判斷出球的軌跡和落點，在第一時間快速啟動，用簡單且十分實用的動作進球得分(除了腳和頭，他常常用身體的其他部位將球撞進龍門)。曾经执教过因扎吉的教练斯卡拉所说：“因扎吉可以用身体的任何部位进球，总是在适当的时间出现在适当的地点，你可能会有50分钟到60分钟看不到他，但是他一出现就可以解决比赛”。當然，每時每刻都可以拿捏好啟動的分寸是不可能的事情，所以往往有越位發生。
此外，因為單薄瘦弱的身材，因扎吉在禁區內拿球的時候，很容易因為對方防守球員的逼搶而倒地，從而為己方贏得點球，很多人都指責其故意假摔，但至少從影片上是看不出來的，是否假摔只能問他自己。
擁有出色控球、傳球能力的助攻球員可以發揮出因扎吉的最大能量，比如皮耶罗、齐达内、魯伊·科斯塔、皮爾洛、卡卡，而能夠在對方防線中扯開空檔的強力球員是因扎吉最好的鋒線搭檔，比如維埃里。因扎吉在場上留給人們的印象是靈敏的門前嗅覺、超強的把握機會能力、頑強的鬥志和不怎麼純熟的盤帶，但在他的職業生涯中不乏任意球直接得分、長途奔襲盤帶進球、倒钩进球和原地過人這樣的場面，而他在禁區內的停球技術同樣十分高超。因扎吉之所以能常年保持高進球率，一方面是因為他踢球並不過分依賴體能和身體對抗，另一方面，他在球場上的努力以及對足球的熱愛和對勝利的渴望也是重要原因。因扎吉曾表示“我从没把足球看作一种赚钱谋生的手段，也不会把它定义成工作，这就是我的爱好”。

### 經典進球
在2002-2003賽季AC米蘭主場對陣尤文圖斯的比賽中，因扎吉在禁區內的超強技術被表現得淋漓盡致：因扎吉背對守門員布馮見到禁區外皮爾洛的一腳長傳，沒有使用胸部停球，反而使用右腳尖觸球，同時身體半蹲並逆時針180度轉身，順勢將球在空中勾勒出弧線，使其輕巧地從布馮的襠下穿過並慢慢滾入球網
。整個動作一氣呵成，過程中皮球似乎粘在因扎吉的右腳尖上，直到完成轉身之後才離開並且輕輕的滾過布馮胯下滾入網窩。事實上，隨著年齡的增大，因扎吉越來越少使用大力抽射破門，而是依靠良好的跑位、站位，和啟動那一刻爆炸性的加速度，擺脫防守球員，將球輕巧的打入網中。如同在2006-07賽季歐洲冠軍聯賽決賽對陣利物浦的比賽中打入的第二個入球，因扎吉啟動接卡卡的傳球，瞬間擺脫防守球員，靈巧地晃過守門員何塞·雷纳，小角度將球輕輕推入網窩，皮球在途中滾動了接近2，3秒。

## 场外生活
因扎吉相貌俊秀，頗受女性鍾情，有過許多女朋友，迄今未婚，在意大利足壇是和維埃里並肩的兩大花花公子。
因扎吉在2008年的时候出过一本自传《SUPER PIPPO》，该书作者是意大利记者毛罗。

## 評價
- 中國中央電視臺《天下足球》節目將英扎吉評價為當時世界上七大鋒線殺手之一，並且是最為出色的影子前鋒[96]”。

- 米兰主帅安切洛蒂称赞因扎吉“是真正的禁区之王[97]”。

- 瑞典球星拉尔森评价因扎吉“有很了不起的射门水準，一名天生的禁区里的射手，总能带来成倍的威胁[98]”。

- 曼联主帅弗格森说因扎吉是“出生在越位线上的人[99]”。

- 贝鲁斯科尼称赞因扎吉“将载入AC米兰的史册[100]”。

- 在上演第17次帽子戏法之后，米兰体育报称赞因扎吉是“不可思议的因扎吉[101]”。

- 贝利评价因扎吉“与其说他是前锋，不如说他是幽灵[102]”。

## 生涯数据

### 俱乐部
最後更新：2010年11月9日
| 俱乐部   | 赛季     | 联赛1 | 联赛1 | 意大利杯 | 意大利杯 | 欧洲赛事2 | 欧洲赛事2 | 其他比赛3 | 其他比赛3 | 总计 | 总计 |
| -------- | -------- | ----- | ----- | -------- | -------- | --------- | --------- | --------- | --------- | ---- | ---- |
| 俱乐部   | 赛季     | 出场  | 进球  | 出场     | 进球     | 出场      | 进球      | 出场      | 进球      | 出场 | 进球 |
| 皮亚琴察 | 1991-92  | 2     | 0     | 1        | 0        | -         | -         | -         | -         | 3    | 0    |
| 莱菲     | 1992-93  | 21    | 13    | -        | -        | -         | -         | -         | -         | 21   | 13   |
| 维罗纳   | 1993-94  | 36    | 13    | 1        | 1        | -         | -         | -         | -         | 37   | 14   |
| 皮亚琴察 | 1994-95  | 37    | 15    | 4        | 2        | -         | -         | -         | -         | 41   | 17   |
| 帕尔马   | 1995-96  | 15    | 2     | 1        | 0        | 6         | 2         | -         | -         | 22   | 4    |
| 亚特兰大 | 1996-97  | 33    | 24    | 1        | 1        | -         | -         | -         | -         | 34   | 25   |
| 尤文图斯 | 1997-98  | 31    | 18    | 4        | 1        | 10        | 6         | 1         | 2         | 46   | 27   |
| 尤文图斯 | 1998-99  | 28    | 13    | 1        | 0        | 10        | 6         | 34        | 14        | 42   | 20   |
| 尤文图斯 | 1999-00  | 33    | 15    | 2        | 1        | 8         | 10        | -         | -         | 43   | 26   |
| 尤文图斯 | 2000-01  | 28    | 11    | -        | -        | 6         | 5         | -         | -         | 34   | 16   |
| 尤文图斯 | 总计     | 120   | 57    | 7        | 2        | 34        | 27        | 4         | 3         | 165  | 89   |
| AC米兰   | 2001-02  | 20    | 10    | 1        | 2        | 7         | 4         | -         | -         | 28   | 16   |
| AC米兰   | 2002-03  | 30    | 17    | 3        | 1        | 16        | 12        | -         | -         | 49   | 30   |
| AC米兰   | 2003-04  | 14    | 3     | 3        | 2        | 9         | 2         | 2         | 0         | 28   | 7    |
| AC米兰   | 2004-05  | 11    | 0     | 2        | 0        | 2         | 1         | -         | -         | 15   | 1    |
| AC米兰   | 2005-06  | 23    | 12    | 2        | 1        | 6         | 4         | -         | -         | 31   | 17   |
| AC米兰   | 2006-07  | 20    | 2     | 5        | 3        | 12        | 6         | -         | -         | 37   | 11   |
| AC米兰   | 2007-08  | 21    | 11    | -        | -        | 6         | 5         | 2         | 2         | 29   | 18   |
| AC米兰   | 2008-09  | 26    | 13    | -        | -        | 6         | 3         | -         | -         | 32   | 16   |
| AC米兰   | 2009-10  | 24    | 2     | 2        | 1        | 7         | 2         | -         | -         | 33   | 5    |
| AC米兰   | 2010-11  | 6     | 2     | 0        | 0        | 3         | 2         | -         | -         | 9    | 4    |
| AC米兰   | 2011-12  | 7     | 1     | 2        | 0        | 0         | 0         | -         | -         | 9    | 1    |
| AC米兰   | 总计     | 202   | 73    | 20       | 10       | 74        | 41        | 4         | 2         | 300  | 126  |
| 生涯总计 | 生涯总计 | 466   | 197   | 35       | 16       | 114       | 70        | 8         | 5         | 623  | 288  |

- 1:其中1992-93赛季是在意大利丙一联赛，1991-92、1993-94和1994-95是在意乙，其余时间都在意甲[2]
- 2:欧洲赛事包括欧洲优胜者杯、欧洲冠军联赛、欧洲联盟杯、托托杯和欧洲超级杯
- 3:其他比赛包括意大利超级杯、和
- 4:包括参加两场联赛延长赛（尤文图斯和乌迪内斯在积分相同的情况下争夺联盟杯资格）和两场联赛延长赛中的一个进球[8]

### 国家队进球
更新至2007年9月21日
| #         | 日期           | 地点                  | 对手                    | 比分 | 比赛结果 | 比赛类型                 |
| --------- | -------------- | --------------------- | ----------------------- | ---- | -------- | ------------------------ |
| 1.2.      | 1998年10月18日 | 意大利萨勒诺          | 西班牙                  | 2-2  | 平       | 友谊赛                   |
| 3.        | 1998年11月16日 | 意大利罗马            | 世界明星队              | 6-2  | 胜       | 友谊赛                   |
| 4.        | 1999年3月27日  | 丹麦哥本哈根          | 丹麦                    | 2-1  | 胜       | 预选赛                   |
| 5.        | 1999年3月31日  | 意大利安科纳          | 白俄羅斯                | 1-1  | 平       | 预选赛                   |
| 6.        | 1999年6月5日   | 意大利博洛尼亚        |                         | 4-0  | 胜       | 预选赛                   |
| 7.        | 2000年6月11日  | 荷兰阿纳姆            | 土耳其                  | 2-1  | 胜       | [ 105 ]                  |
| 8.        | 2000年6月24日  | 比利时布鲁塞尔        | 羅馬尼亞                | 2-0  | 胜       | [ 106 ]                  |
| 9.10.     | 2000年9月3日   | 匈牙利布达佩斯        | 匈牙利                  | 2-2  | 平       | 2002年世界杯欧洲区预选赛 |
| 11.       | 2000年10月7日  | 意大利米兰            | 羅馬尼亞                | 3-0  | 胜       | 2002年世界杯欧洲区预选赛 |
| 12.13.    | 2001年3月24日  | 罗马尼亚布加勒斯特    | 羅馬尼亞                | 2-0  | 胜       | 2002年世界杯欧洲区预选赛 |
| 14.15.    | 2001年3月28日  | 意大利里雅斯特        | 立陶宛                  | 4-0  | 胜       | 2002年世界杯欧洲区预选赛 |
| 16.17.18. | 2003年9月6日   | 意大利米兰            |                         | 4-0  | 胜       | 预选赛                   |
| 19.       | 2003年9月10日  | 塞黑贝尔格莱德        | 南斯拉夫联盟共和国 塞黑 | 1-1  | 平       | 预选赛                   |
| 20.21.    | 2003年10月11日 | 意大利 雷焦卡拉布里亚 |                         | 4-0  | 胜       | 预选赛                   |
| 22.       | 2006年6月22日  | 德国汉堡              | 捷克                    | 2-0  | 胜       | 2006年世界杯             |
| 23.       | 2006年9月2日   | 意大利那不勒斯        | 立陶宛                  | 1-1  | 平       | 预选赛                   |
| 24.25.    | 2007年6月2日   | 法罗群岛托尔斯港      | 法罗群岛                | 2-1  | 胜       | 预选赛                   |

### 所有正式比赛进球
最後更新：2010年11月9日
| 俱乐部 | 国家队 | U-21 国家队 | 总计 |
| 288    | 25     | 3           | 316  |

## 榮譽
| 尤文图斯 - 意甲聯賽冠軍：1997-98 - 意大利超級杯冠軍：1997 AC米兰 - 冠軍：2002-03，2006-07 - 歐洲超級杯冠軍：2003，2007 - 冠軍：2007 - 意甲聯賽冠軍：2003-04，2010-2011 - 意大利杯冠軍：2002-03 - 意大利超级杯冠軍：2004，2011 国家队 - 2006年世界盃冠軍 - 亚军 | 个人荣誉 意大利共和國騎士勳章 — 意大利總統奧斯卡·路易吉·斯卡爾法羅，2000年7月12日 - 亚特兰大 - 意甲聯賽：1996-97 - 意甲聯賽最佳新人：1997 - AC米兰 - 2005年比利時安維爾薩榮譽市民 - 2007年加塔诺·西雷阿職業球員楷模獎 - 国家队 - 意大利共和国骑士勋章 |